# Leucopholis nudiventris
Leucopholis nudiventris är en skalbaggsart som beskrevs av Hermann Burmeister 1855. Leucopholis nudiventris ingår i släktet Leucopholis och familjen Melolonthidae. Inga underarter finns listade i Catalogue of Life.